# Patrick Sontheimer
Patrick Sontheimer (Marktoberdorf, 3 luglio 1998) è un calciatore tedesco, centrocampista del Saarbrücken.

## Carriera
Cresciuto nel settore giovanile del Greuther Fürth, ha esordito in prima squadra il 27 gennaio 2017 disputando l'incontro di 2. Bundesliga perso 2-1 contro il Monaco 1860.

## Statistiche

### Presenze e reti nei club
Statistiche aggiornate al 4 aprile 2021.
| Stagione                  | Squadra                   | Campionato                | Campionato | Campionato | Coppe nazionali | Coppe nazionali | Coppe nazionali | Coppe continentali | Coppe continentali | Coppe continentali | Altre coppe | Altre coppe | Altre coppe | Totale | Totale |
| Stagione                  | Squadra                   | Comp                      | Pres       | Reti       | Comp            | Pres            | Reti            | Comp               | Pres               | Reti               | Comp        | Pres        | Reti        | Pres   | Reti   |
| ------------------------- | ------------------------- | ------------------------- | ---------- | ---------- | --------------- | --------------- | --------------- | ------------------ | ------------------ | ------------------ | ----------- | ----------- | ----------- | ------ | ------ |
| 2016-2017                 | Greuther Fürth            | 2B                        | 11         | 0          | CG              | 1               | 0               | -                  | -                  | -                  | -           | -           | -           | 12     | 0      |
| 2017-2018                 | Greuther Fürth            | 2B                        | 15         | 0          | CG              | 0               | 0               | -                  | -                  | -                  | -           | -           | -           | 15     | 0      |
| 2018-gen. 2019            | Greuther Fürth            | 2B                        | 0          | 0          | CG              | 0               | 0               | -                  | -                  | -                  | -           | -           | -           | 0      | 0      |
| Totale Greuther Fürth     | Totale Greuther Fürth     | Totale Greuther Fürth     | 26         | 0          |                 | 1               | 0               |                    | -                  | -                  |             | -           | -           | 27     | 0      |
| gen.-mag. 2019            | Kickers Würzburg          | 3L                        | 11         | 0          | CG              | 0               | 0               | -                  | -                  | -                  | -           | -           | -           | 11     | 0      |
| 2019-2020                 | Kickers Würzburg          | 3L                        | 37         | 4          | CG              | 1               | 0               | -                  | -                  | -                  | -           | -           | -           | 38     | 4      |
| 2020-2021                 | Kickers Würzburg          | 2B                        | 23         | 2          | CG              | 1               | 0               | -                  | -                  | -                  | -           | -           | -           | 24     | 2      |
| Totale Würzburger Kickers | Totale Würzburger Kickers | Totale Würzburger Kickers | 71         | 6          |                 | 2               | 0               |                    | -                  | -                  |             | -           | -           | 73     | 6      |
| Totale carriera           | Totale carriera           | Totale carriera           | 97         | 6          |                 | 3               | 0               |                    | -                  | -                  |             | -           | -           | 100    | 6      |